# 실유카
실유카는 용설란아과의 떨기나무로 학명은 Yucca filamentosa이다.

## 분포
중앙아메리카가 원산지이다.

## 특징
줄기는 거의 없고 짧은 뿌리줄기가 비후하여 옆으로 뻗는다. 잎은 뭉쳐나며 긴 칼모양으로 가늘고 길이 30-45cm, 너비 2-3cm이다. 잎은 탄력이 있고 부드러우며 윗부분은 아래로 처지고 백록색을 띤다. 잎가장자리에서부터 흰실 같은 섬유가 나오므로 이 이름이 붙었다. 6-7월에 높이 1-2m의 꽃줄기에 원추꽃차례가 달리고 길이 약 4cm의 6장의 꽃잎을 가진 흰 꽃이 아래로 향해 핀다.

## 이용
잎에서 섬유를 채취하여 직물의 원료로 쓰며, 관상용으로 재배한다.